# Nordisk Debutantseminarium på Biskops Arnö
 Der er for få eller ingen kildehenvisninger i denne artikel, hvilket er et problem. Du kan hjælpe ved at angive troværdige kilder til de påstande, som fremføres i artiklen.

Biskops Arnö (grundlagt i 1956) er en kombination af forfatterskole, folkehøjskole og en forening for kulturelt nordisk samarbejde i Sverige. Skolen Biskops Arnö ligger på øen Biskops Arnö nær Mälaren ved Stockholm. Siden 1960 har Biskops Arnö satset på kulturelt og litterært nordisk samarbejde og blandt andet organiseret over 180 nordiske forfatterseminarer.

## Form og formål
Hver sommer siden 1964 er Nordisk Debutantseminarium blevet afholdt over fem dage i juni, hvor 20-25 af forrige års debutanter deltager fra Sverige, Norge, Danmark, Island, Færøerne, Grønland og Finland. Debutanterne indstilles af de respektive landes forfatterforeninger og får ophold, rejse og undervisning betalt.
Formålet er ifølge tidligere forstander Ingmar Lemhagen at skabe et forum for seriøs diskussion - møder med betydning for udviklingen af den litterære offentlighed i Norden. I 2014 vedtog Foreningen Norden, som bestyrer Biskops Arnö en formålserklæring om strategien for interkulturelt samarbejde. Heri lyder det blandt andet: “Den nordiske forening arbejder for fred, åbenhed og demokrati og ser vigtigheden af at skabe et bæredygtigt samfund, der er formet af kulturmøder på tværs af grænser.(...) En interkulturel tilgang river de mure ned, der forhindrer mennesker i at leve og arbejde på lige vilkår. I et interkulturelt samfund er det indlysende, at mennesker med forskellig kulturel baggrund har lige rettigheder og pligter. I et moderne og fremtidigt samfund skal en interkulturel tilgang gennemsyre værdierne.” (1)

Fra Danmark indstilles årligt to-fire repræsentanter blandt debuterende forfattere i genrerne lyrik eller prosa. Indstillingerne foretages af Dansk Forfatterforening og Danske Skønlitterære Forfattere. Der afholdes årligt to såkaldte debutantaftner hvor hhv. forrige års debuterende lyrikere og prosaister læser op af deres debutbog. På det grundlag indstilles én lyriker og en prosaist af bestyrelsen.

## Økonomi
Fra 1970 var skolen økonomisk støttet af Nordisk ministerråds kulturbudget, men i 2009 udløb den faste støtte. I 2011 havde skolen som konsekvens af dette så omfattende økonomiske problemer, at de stod for at måtte aflyse debutantseminaret. Dog skred fonden Vera och Greta Oldbergs Stiftelse ind og donerede et beløb på 150.000 svenske kroner til Biskops Arnö i en femårig periode. Dermed blev seminaret reddet og blev undtagelsesvist afholdt i november i stedet for som kutymen er i juni måned.

## Struktur
Faste undervisere på skolen i 2019 er bl.a. de svenske digtere Athena Farrokhzad og Ida Linde. På debutantseminaret indhentes skiftende undervisere fra de nordiske lande. Undervisningen foregår typisk som en blanding af litterære oplæg, diskussion, skriveøvelser og tekstkritik. Desuden læser deltagerne op fra deres debutværk.

## Betydning i de litterære miljø
Debutantseminariet er nævnt som en væsentlig anerkendelse og livsbegivenhed tidligt i karrieren af den norske, autofiktive forfatter Karl Ove Knausgård, der var indstillet til en plads og deltog i 1999. 

Den danske digter Lars Skinnebach udtaler i Information (2)“Debutantseminaret er en enestående mulighed for at få kendskab til de andre nordiske landes litteratur for en ung forfatter. Det betyder meget, at man opdager, at der findes en verden uden for de vante miljøer og læser de andres sprog og tekster. Seminarerne på Biskops-Arnö, har haft stor indvirkning på det litterære klima i Norden, orienteret os i retning af noget mere internationalt og opmuntret os til at søge inspiration hos og indblik i hinanden.” Samme sted citeres også digteren Christian Dorph: “Jeg var på debutantseminaret i starten af halvfemserne, hvor jeg mødte andre nordiske forfattere. Det var meget spændende, selv om det sociale var mindst lige så vigtigt som det faglige. Ingmar Lemhagen inkarnerer det sted. Han har gennem årene fulgt nøje med i den nordiske litteratur og bundet landene sammen. Der er rigtig mange nordiske forfattere, som er passeret gennem der, og det har været en vigtig udveksling af erfaringer.” Digtere som Klaus Rifbjerg og Poul Borum har også været på ophold på Biskops Arnö.

### uddybende noter
1 Biskops Arnös nordiska arbete Arkiveret 27. april 2019 hos  Wayback Machine
2 Information 17. juni 2011